# Le 31 octobre
Le 31 octobre est un poème écrit par Eugène Pottier le 1er novembre 1870 et dédié au citoyen Élie May. Ce poème, également connu sous le titre Le 31 octobre 1870, fait partie des chants révolutionnaires de la Commune de Paris.